# Joseph Campbell
Joseph John Campbell (White Plains, 26 de março de 1904 – Honolulu, 30 de outubro de 1987) foi um mitolólogo, escritor, conferencista e professor universitário norte-americano, famoso por seus estudos de mitologia e religião comparada e autor da obra O Herói de Mil Faces, publicado originalmente em 1949.

## Vida

### Infância e educação
Joseph Campbell nasceu em 26 de março de 1904 e cresceu em White Plains, Nova Iorque, numa família de classe média alta e católica. Quando criança, era fascinado pela cultura nativa americana depois de seu pai o levar para ver as coleções do Museu Americano de História Natural em Nova Iorque, onde viu um quadro contendo as coleções dos artefatos dos índios nativos americanos. Esse interesse viria a tornar Campbell especialista em vários aspectos das comunidades indígenas estadunidenses, e conduziu-o a uma vida dedicada a mitologias e ao estudo e mapeamento de semelhanças que poderiam existir entre as mitologias das mais diversas culturas humanas. Ele encerrou o colegial na Escola de Canterbury (Connecticut), em 1921. Chegou a estudar biologia e matemática na Faculdade de Dartmouth, mas decidiu-se pelos estudos na área de humanas e transferiu-se para a Universidade Columbia, onde completou sua graduação em Literatura inglesa em 1925 e o mestrado em Literatura medieval em 1927. Campbell também foi um atleta bem-sucedido, recebendo diversos prêmios em competições de atletismo.

### Europa
Em 1927, Campbell recebeu uma bolsa de estudos para estudar na Europa. Campbell estudou Francês antigo e sânscrito na Universidade de Paris e na Universidade de Munique. Ele logo aprendeu a ler e falar em francês e alemão, dominando-as em apenas alguns meses de estudo. Manteve-se fluente em ambas as línguas pelo resto de sua vida.
Durante a sua estada na Europa, Campbell foi altamente influenciado pelo período da Geração Perdida, momento de enorme inovação artística e intelectual. Campbell comentou sobre a sua influência, especialmente de James Joyce, no livro A Jornada do Herói: Joseph Campbell, sua Vida e Obra (1928, tradução livre):

CAMPBELL: E o que aconteceu é que James Joyce mexeu comigo. Você sabe, aquela maravilhosa vivência em um reino de significativa fantasia, que é a irlandesa, está lá nos romances do Rei Artur, está em Joyce e está na minha vida.
COUSINEAU: Você achou que se identificava com Stephen Dedalus..., no romance de Joyce Retrato do Artista quando Jovem?
CAMPBELL: Seu problema era o meu problema, exatamente... Joyce ajudou a me libertar para uma compreensão do sentido universal desses símbolos. Joyce libertou a si mesmo e deixou o labirinto, digamos assim, da política irlandesa e da igreja e foi para Londres, onde se tornou um dos mais importantes membros desse maravilhoso movimento que ocorreu em Paris no período em que estive lá, nos anos 20.

Foi nessa atmosfera que Campbell conheceu o trabalho de Thomas Mann, que acabou influenciando tanto a sua vida quanto as suas ideias. Também na Europa, Campbell conheceu a arte moderna, entusiasmando-se particularmente pelo trabalho de Paul Klee e Pablo Picasso. Ele também descobriu os trabalhos de Sigmund Freud e Carl Jung. Igualmente nessa época conheceu e tornou-se amigo do jovem Jiddu Krishnamurti, uma amizade que surgiu pelo interesse por filosofia e mitologia hindu. Depois desse evento, Campbell deixou de ser um católico praticante.

### Retorno aos Estados Unidos e a Grande Depressão
No seu retorno aos Estados Unidos em 1929, Campbell anunciou à sua faculdade em Columbia que sua estada na Europa havia ampliado seus interesses, e que ele gostaria de estudar Sânscrito e Arte moderna, além da Literatura medieval. Como seus orientadores não aprovaram sua decisão, Campbell resolveu abandonar seus planos de completar o doutorado e nunca mais retornou a um programa tradicional acadêmico.
Algumas semanas depois, iniciou-se a Grande Depressão. Campbell gastou os cinco anos seguintes da sua vida (1929-1934) em um período de intenso estudo independente. Conforme afirma no livro A Jornada do Herói: Joseph Campbell, sua Vida e Obra, Campbell dividia seu dia em quatro períodos de quatro horas. Em cada um dos períodos, fazia leituras por três horas seguidas e descansava por uma hora.
Ele também passou um ano na Califórnia (1931-32), mantendo seus estudos independentes e tornando-se amigo do escritor John Steinbeck e da esposa dele, Carol. Campbell manteve ainda suas leituras independentes enquanto lecionava, durante o ano de 1933, na Escola de Canterbury. Durante esse tempo, tentou publicar alguns trabalhos de ficção.
Os estudos independentes de Campbell levaram-no a uma análise profunda das ideias do psicólogo suíço Carl Jung, colega e contemporâneo de Sigmund Freud. Campbel editou os primeiros artigos da Eranos e ajudou a fundar a Bollingen Press da Universidade de Princeton. Outro membro dissidente do círculo de Freud que influenciou Campbell foi Wilhelm Stekel (1868-1939). Stekel foi pioneiro na aplicação das ideias de Freud sobre sonhos, fantasias humanas e o inconsciente em campos como antropologia e literatura.

### Sarah Lawrence College
Em 1934, Campbell foi indicado como professor na Sarah Lawrence College (graças aos esforços de seu antigo orientador W. W. Laurence).
Campbell casou-se com uma de suas antigas alunas, a dançarina e instrutora de dança Jean Erdman em 1938. Eles não tiveram filhos. Durante a maior parte dos quarenta e nove anos de matrimonio viveram em um apartamento de duas habitações em Greenwich Village em Nova York. Na década de 80 também compraram um apartamento em Honolulu e dividiram o seu tempo entre as duas cidades.
No início da Segunda Guerra Mundial Campbell assistiu uma conferência do indólogo Heinrich Zimmer; os dois se tornaram em grandes amigos. Depois da morte de Zimmer, foi encarregado a Campbell a tarefa de editar e publicar os escritos póstumos de Zimmer, o que faria na década seguinte.
Em 1955-56, quando terminou e publicou o último volume póstumo de Zimmer (The Art of Indian Asia, its Mythology and Transformations), Campbell tomou um ano de férias para viajar, pela primeira vez, a Ásia. Passou seis meses no sul asiático (principalmente na India) e outros seis meses no leste da Ásia (principalmente no Japão). Este ano teve uma profunda influência em seu pensamento acerca das religiões e dos mitos da Ásia, e também a necessidade de ensinar a mitologia comparada em uma linguagem mais ampla, não acadêmica.
Ele aposentou-se na Sarah Lawrence College em 1972, depois de lecionar ali por 38 anos.

### Divulgação
Depois de regressar de sua viagem pela Índia e o Japão em 1956, Campbell sentiu que os norte-americanos, tanto o grande público como os profissionais da área, foram ignorantes a respeito dos mitos e das culturas do mundo. Começou a trabalhar em uma série de medidas para mudar esse paradigma. Em primeiro lugar começou a escrever sua obra magna, The Masks of God (A máscara de Deus), que explora os mitos e as culturas do mundo todo através dos milênios.
Ao mesmo tempo começou a ensinar cursos no Foreign Service Institute del US State Department, dissertando sobre os mitos e as religiões comparadas.
Finalmente também teve a iniciativa de falar publicamente sobre os mitos do mundo. Continuou com essa agenda - nas universidades, igrejas, salas de conferência, nas rádios e na televisão - até o fim da sua vida.

### Morte
Joseph Campbell faleceu aos 83 anos em 30 de outubro de 1987, em sua casa em Honolulu, Havaí, devido a complicações causadas por um câncer esofágico, pouco depois de completar a filmagem do documentário O Poder do Mito, com Bill Moyers.

## Influências

### Arte, literatura, filosofia
Campbell muitas vezes se referiu ao trabalho dos escritores modernos James Joyce e Thomas Mann em suas palestras e escritos, bem como à arte de Pablo Picasso. Ele foi apresentado ao seu trabalho durante sua estadia como estudante de pós-graduação em Paris. Campbell eventualmente se correspondeu com Mann.
As obras de Arthur Schopenhauer e Friedrich Nietzsche tiveram um efeito profundo no pensamento de Campbell; ele citava seus escritos com frequência.
 

A filosofia "siga sua felicidade" atribuída a Campbell após a transmissão original de O Poder do Mito (veja abaixo) deriva dos Upanishads hindus; no entanto, Campbell possivelmente também foi influenciado pelo romance Babbitt de Sinclair Lewis de 1922. Em O Poder do Mito, Campbell cita o romance:
Campbell: Você já leu Babbitt de Sinclair Lewis?
Moyers: Não há muito tempo.

Campbell: Lembra da última linha? "Nunca fiz uma coisa que quisesse fazer em toda a minha vida." Esse é o homem que nunca seguiu sua felicidade. 

### Psicologia e antropologia
O antropólogo Leo Frobenius e seu discípulo Adolf Ellegard Jensen foram importantes para a visão de Campbell da história cultural. Campbell também foi influenciado pelo trabalho psicológico de Abraham Maslow e Stanislav Grof.

As ideias de Campbell sobre o mito e sua relação com a psique humana dependem em parte do trabalho pioneiro de Sigmund Freud, mas em particular do trabalho de Jung, cujos estudos da psicologia humana influenciaram grandemente Campbell. A concepção de mito de Campbell está intimamente relacionada ao método junguiano de interpretação dos sonhos, que é fortemente dependente da interpretação simbólica. Os insights de Jung sobre arquétipos foram fortemente influenciados pelo Bardo Thodol (também conhecido como O Livro Tibetano dos Mortos). Em seu livro The Mythic Image, Campbell cita a declaração de Jung sobre o Bardo Thodol, que
pertence àquela classe de escritos que não só são de interesse para os especialistas no budismo Mahayana, mas também, por causa de sua profunda humanidade e visão ainda mais profunda dos segredos da psique humana, fazem um apelo especial ao leigo que busca ampliar seu conhecimento da vida ... Durante anos, desde que foi publicado pela primeira vez, o Bardo Thodol tem sido meu companheiro constante, e a ele devo não apenas muitas ideias e descobertas estimulantes, mas também muitos insights fundamentais. 

## Trabalhos selecionados

### James Joyce e os primeiros trabalhos
Como se nota acima, James Joyce foi uma importante influência em Campbell. O primeiro livro importante de Campbell (com Henry Morton Robinson), A Skeleton Key to Finnegans Wake (1944), é uma análise crítica do último texto de Joyce, Finnegans Wake. Além disso, o produtivo trabalho de Campbell, O Herói de Mil Faces, discute o que Campbell chama de monomito — o ciclo da jornada do herói, uma ideia que ele atribui diretamente ao trabalho de Joyce, Finnegans Wake.

### As Máscaras de Deus
Seu exaustivo trabalho de quatro volumes As Máscaras de Deus cobre a mitologia através do mundo, da mitologia antiga à moderna. Enquanto O Herói de Mil Faces foca nas ideias elementares da mitologia, As Máscaras de Deus foca nas variações históricas e culturais do monomito. Em outras palavras, enquanto O Herói de Mil Faces baseia-se principalmente na psicologia, As Máscaras de Deus baseia-se mais na antropologia e história. Os quatro volumes da coleção são: Mitologia Primitiva, Mitologia Ocidental, Mitologia Oriental e Mitologia Criativa. Conceitos como o monomito e o axis mundi são extensivamente abordados pelo autor.

### No Brasil

#### Obras
- As Transformações dos Mitos Através do Tempo. São Paulo: Cultrix, 1992.
- O Herói de Mil Faces. São Paulo: Cultrix, 1992.[16]
- O Voo do Pássaro Selvagem - Ensaios sobre a universalidade dos mitos. São Paulo: Rosa dos Tempos, 1997. Edição esgotada, versão digital disponível. - em 25 de setembro de 2013.
- Todos os Nomes da Deusa. Rio de Janeiro: Record:  Rosa dos Tempos, 1997 - 204 p.
- A Imagem Mítica. Campinas: Papirus, 1999.
- Para Viver os Mitos. São Paulo: Cultrix, 2000.
- Mitos, Sonhos e Religião. São Paulo: Ediouro, 2001.
- Isto és tu. São Paulo: Landy, 2002.
- Mitologia na Vida Moderna. São Paulo: Rosa dos Tempos, 2002.
- Reflexões Sobre a Arte de Viver. São Paulo: Gaia, 2003.
- As Máscaras de Deus, vol. 1 - Mitologia Primitiva. São Paulo: Palas Athena, 2004.
- As Máscaras de Deus, vol. 2 - Mitologia Oriental. São Paulo: Palas Athena, 2004.
- As Máscaras de Deus, vol. 3 - Mitologia Ocidental. São Paulo: Palas Athena, 2004.
- As Máscaras de Deus, vol. 4 - Mitologia Criativa. São Paulo: Palas Athena, 2004.
- Mitos de Luz. São Paulo: Madras, 2006.
- Mito e Transformação. São Paulo: Ágora, 2008.
- O Poder do Mito. São Paulo: Palas Athena, 2009.
- Deusas: Os Mistérios do Divino Feminino. São Paulo: Palas Athena, 2015.

Todos os nomes da Deusa, é a última obra escrita de Joseph Campbell. O trabalho conta com a colaboração de Riane Eisler, Marija Gimbutas e Charles Musès.

#### Biografia
- COUSINEAU, Phil. A Jornada do Herói - Joseph Campbell - Vida e Obra. São Paulo: Ágora, 2004.

#### Documentário
- O Poder do Mito. 1988.